# Лейтц, Грете
Грете Анна Лейтц (нем. Grete Anna Leutz; 1930, Констанц — 1 января 2025) — немецкий врач и психотерапевт, основательница Института психодрамы, социометрии и групповой психотерапии (Уберлинген, Боденское озеро), соучредитель (1973) и президент (1986—1989) Международной ассоциации групповой психотерапии.

## Биография
Во время своей поездки в США Лейтц познакомилась с Якобом Морено, создателем психодрамы, социометрии и групповой психотерапии и год провела в тесном контакте с ним и его женой Зеркой Морено. Это дало ей возможность обучиться психодраме и начать свою собственную психодраматическую практику в терапии психозов.
Позже Лейтц продолжила свою психотерапевтическую практику в психиатрической клинике Людвига Бинсвангера в Кройцлинге (Швейцария) и клинике К. Г. Юнга в Цюрихе.
В течение ряда лет Лейтц вела подготовку психодрама-терапевтов в Ростове-на-Дону и Москве, участвовала в работе Международной научно-практической и научной конференции «Морено-Фестиваль».
Более 30 лет Лейтц читала курсы по психодраме в университетах Линдау и Любека, более 10 лет вела обучение теории и практике психодрамы в Медицинской школе Ганновера, участвовала в работе множества научных конференций по всему миру.
Анна Грете Лейтц скончалась 1 января 2025 года в возрасте 94 лет после непродолжительной болезни.

## Избранные труды

### Книги
- Leutz G.A. Über flüchtige Veränderungen des Erregungsrückgangs im kindlichen Elektrokardiogramm. Überlingen Bodensee. 1957
- Leutz G.A. Psychodrama: Das klassische Psychodrama nach J. L. Moreno. Springer 1974
- Leutz G.A. Psychodrama. Vandenhoeck u. Ruprecht, Göttingen 1980
- Leutz G.A. Psychodrama als interpersonelle Suchtkrankentherapie. Nicol-Verlag, Kassel 1983
- Leutz G.A. Das klassische Psychodrama nach J. L. Moreno. Springer, Berlin 1986 (1., korrigierter Nachdr.)
- Лейтц Г. Психодрама: Теория и практика. Классическая психодрама Я. Л. Морено. Москва: Прогресс, 1994. ISBN 5-01-003899-4
- Лейтц Г. Психодрама: Теория и практика. Классическая психодрама Я. Л. Морено. Москва: Кргито-Центр, 2007. ISBN 978-5-89353-200-5
- Leutz G.A. Erzählung und Erzähltes in der Psychodramatherapie [Tonträger], Vier-Türme-Verl., [Münsterschwarzach] 1997
- Лейтц Г. Сыграй свою жизнь на сцене. Москва: Академический проект, 2008. ISBN 978-5-8291-1020-8